# Hotel Bristol Palace
Hotel Bristol Palace è un albergo italiano con sede a Genova, in via XX Settembre.

## Storia

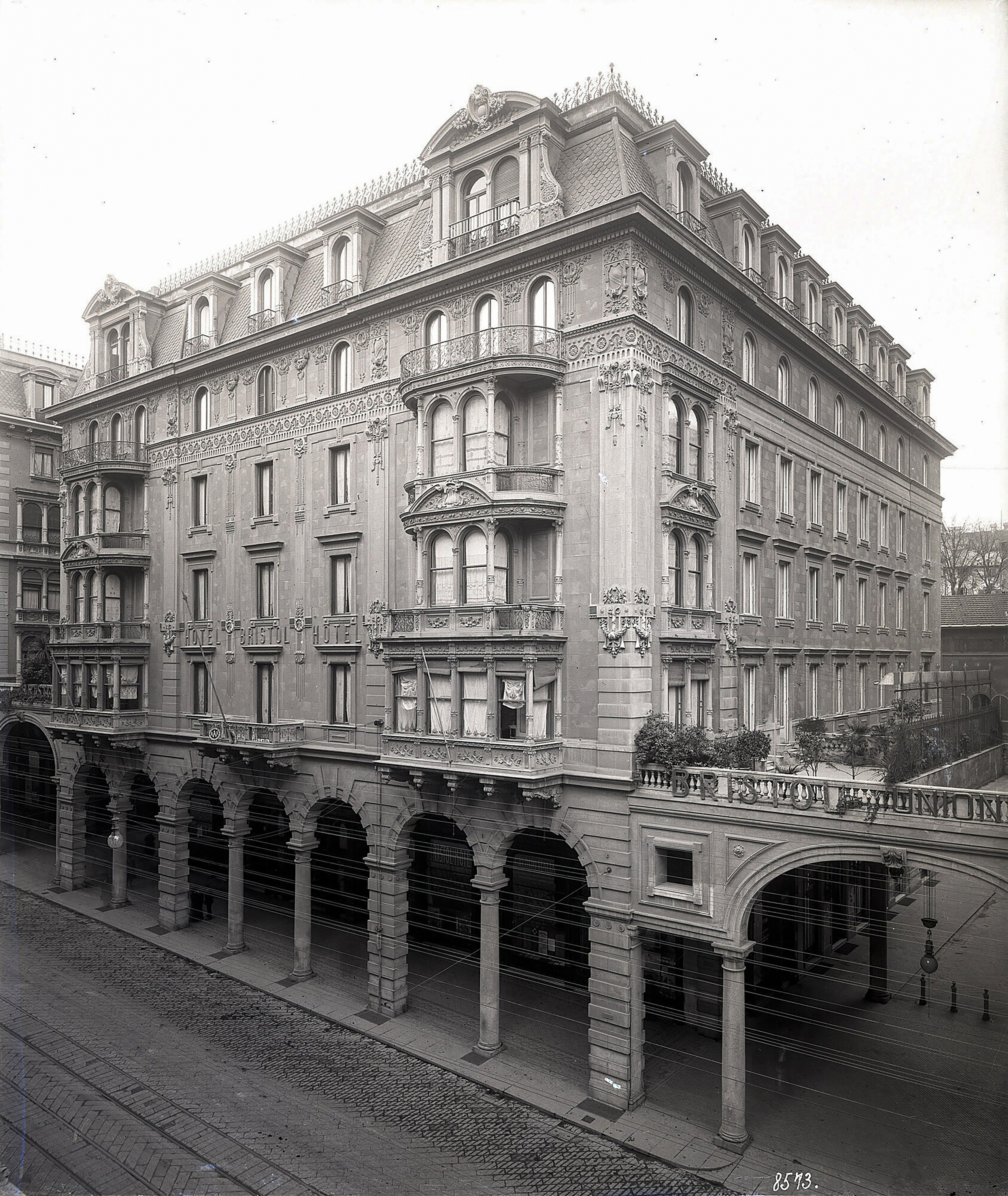
L'hotel subito dopo la sua costruzione

L'hotel, costruito in stile Liberty su disegno dell'architetto Dario Carbone, è stato inaugurato nel 1905 e dal 2012 è membro dell'Associazione Locali storici d'Italia.
Durante la seconda guerra mondiale ospitò il comando tedesco. Al termine del conflitto fu sede del Comitato di Liberazione Nazionale dell'Alta Italia.
L'hotel è rinomato dal punto di vista architettonico per lo scenografico scalone ellittico in marmo bianco che si avvita a spirale fino all'ultimo piano.
Negli anni ha ospitato illustri personaggi, tra i quali l'imperatore del Giappone Hirohito e gli scrittori Edmondo De Amicis, Luigi Pirandello e Gabriele D'Annunzio.
Nel 1926 Alfred Hitchcock soggiornò nell'hotel in occasione delle riprese di alcune scene del film Il labirinto delle passioni, girate nel porto di Genova, e si narra che la scala ellittica dell'albergo gli abbia dato ispirazione per il film Vertigo.
L'hotel è gestito dal Gruppo Duetorrihotels Spa.

## Galleria d'immagini

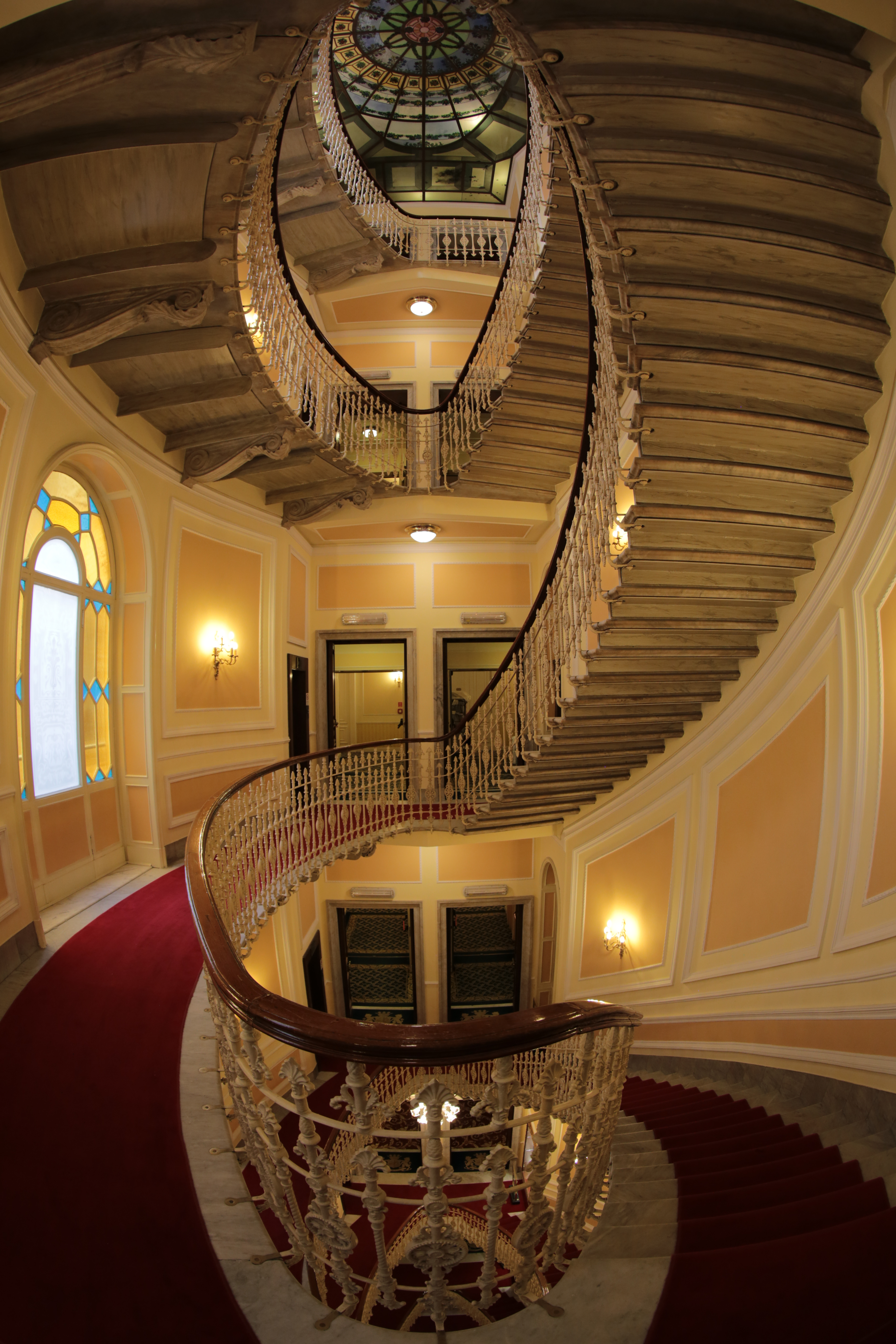
La scala dell'hotel, fotografata dal 5º piano (2016)
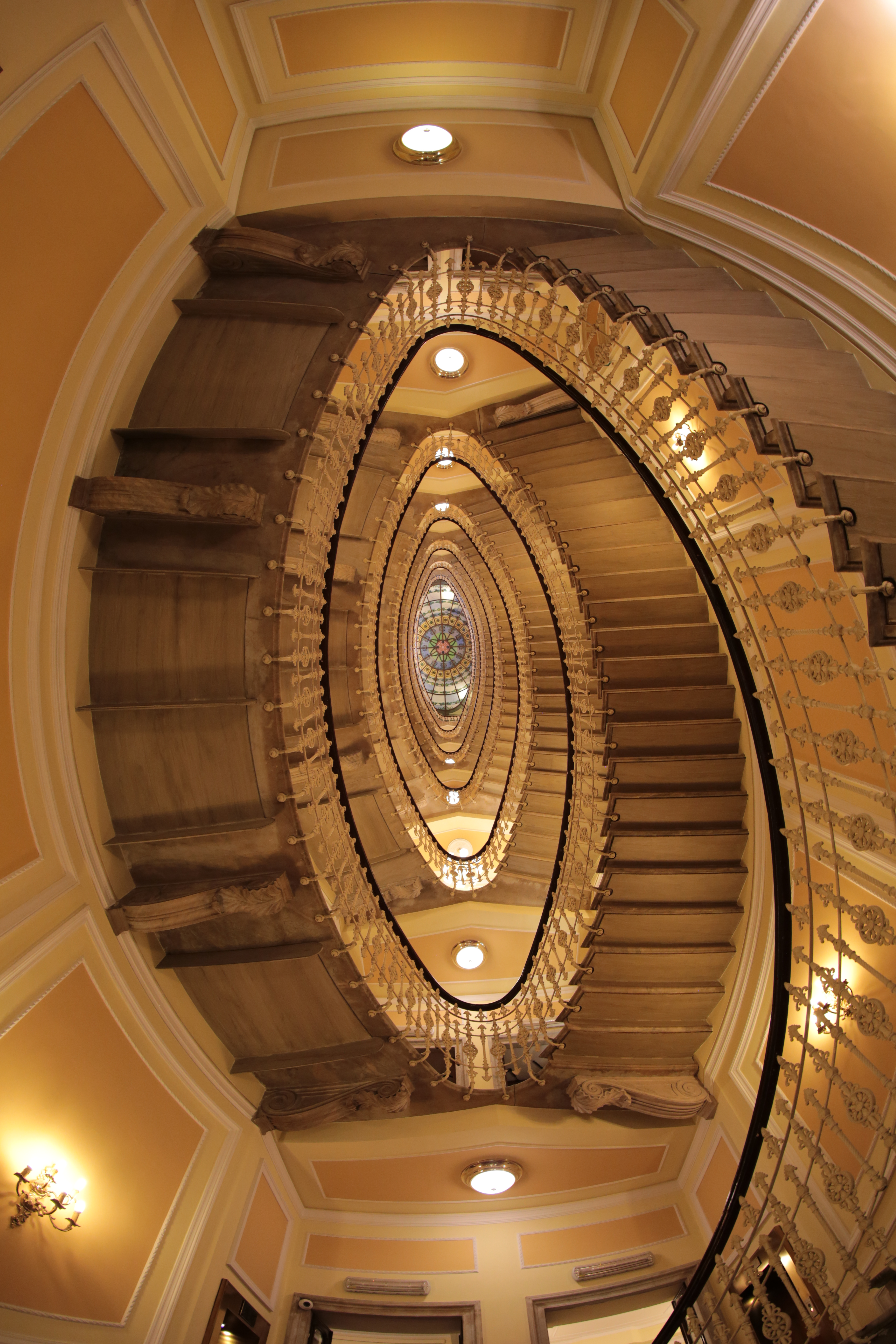
La scala dell'hotel, fotografata dal piano terra guardando in alto (2016)
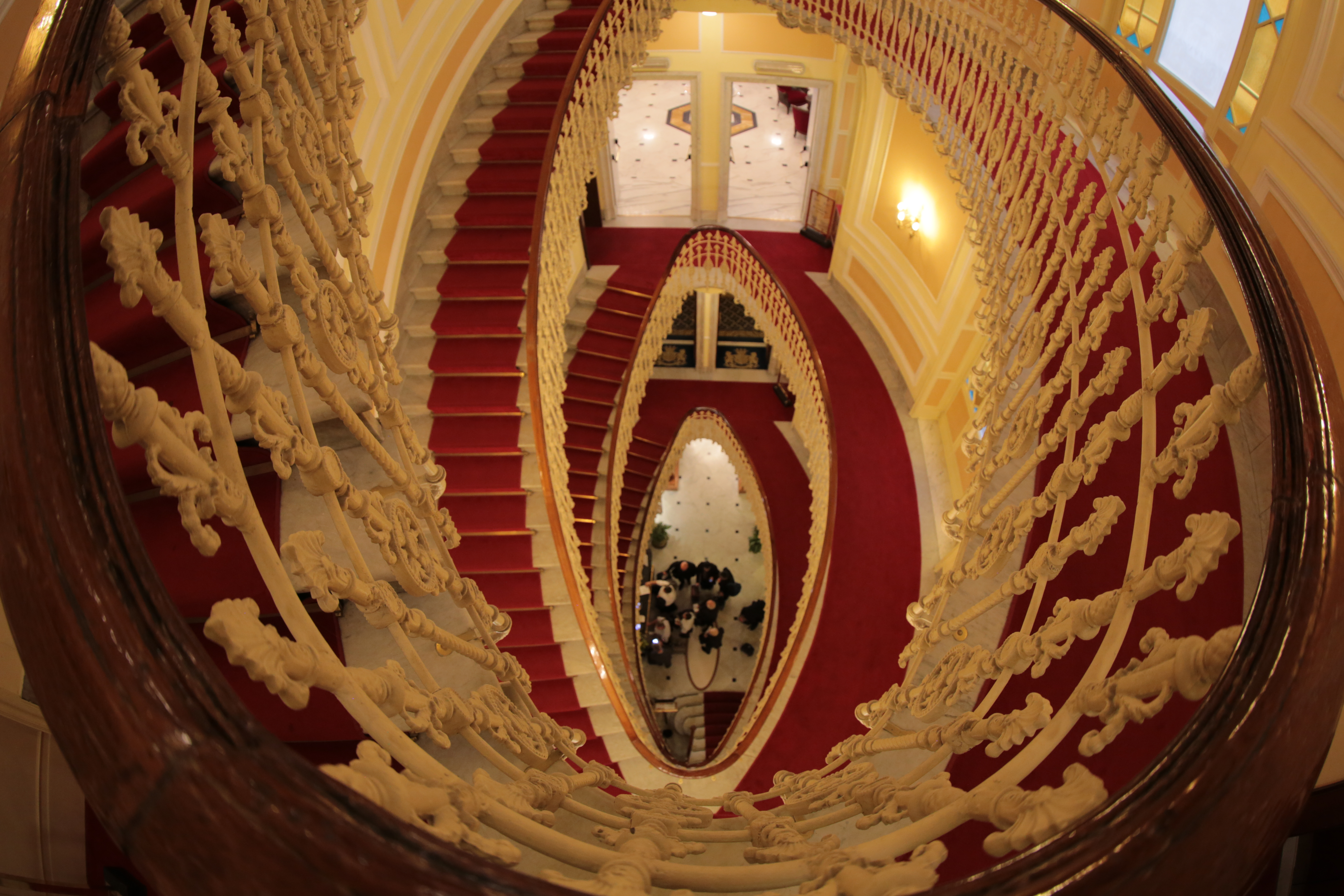
La scala dell'hotel, fotografata dal 2º piano guardando verso il basso (2016)
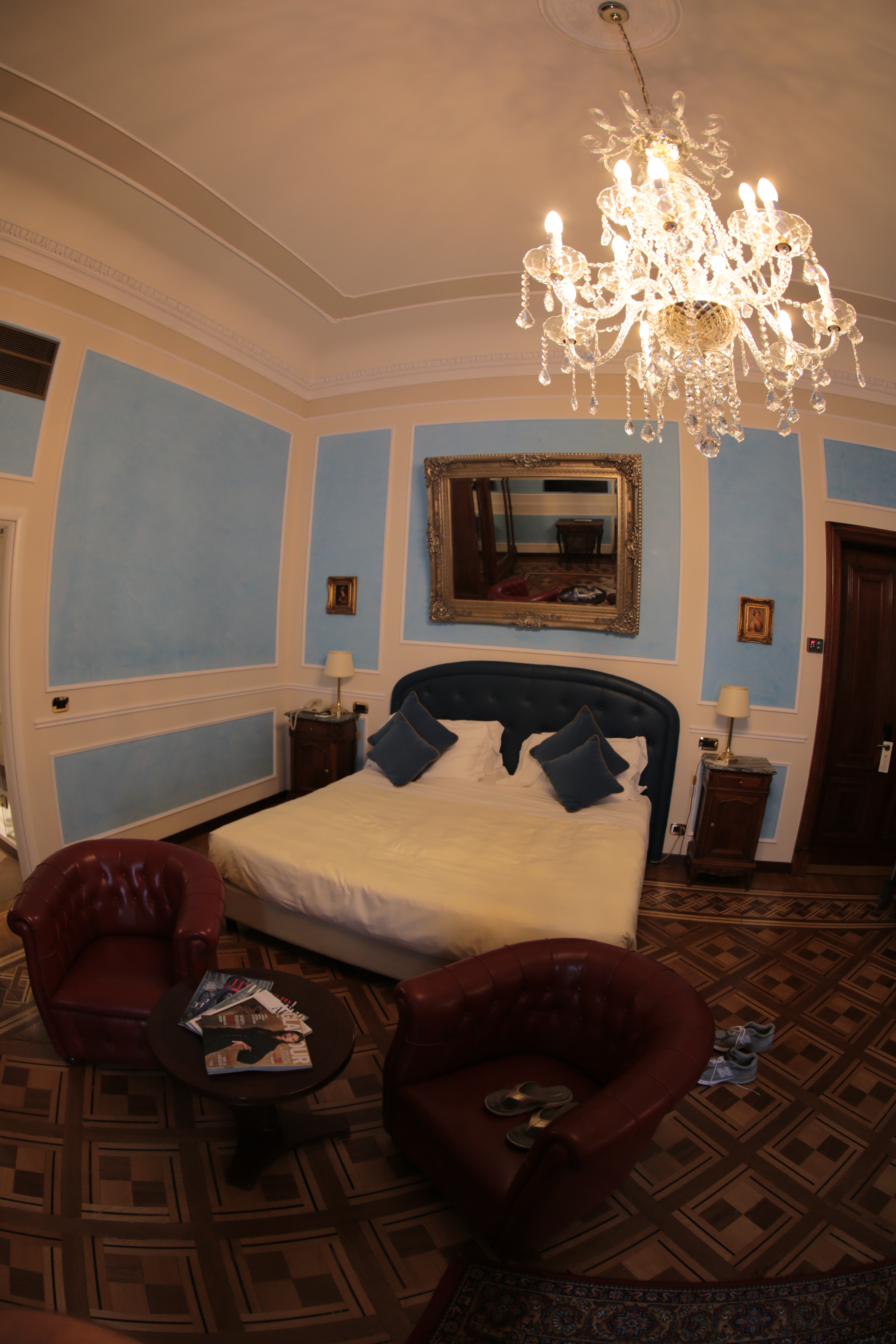
L'interno di una camera (2016)
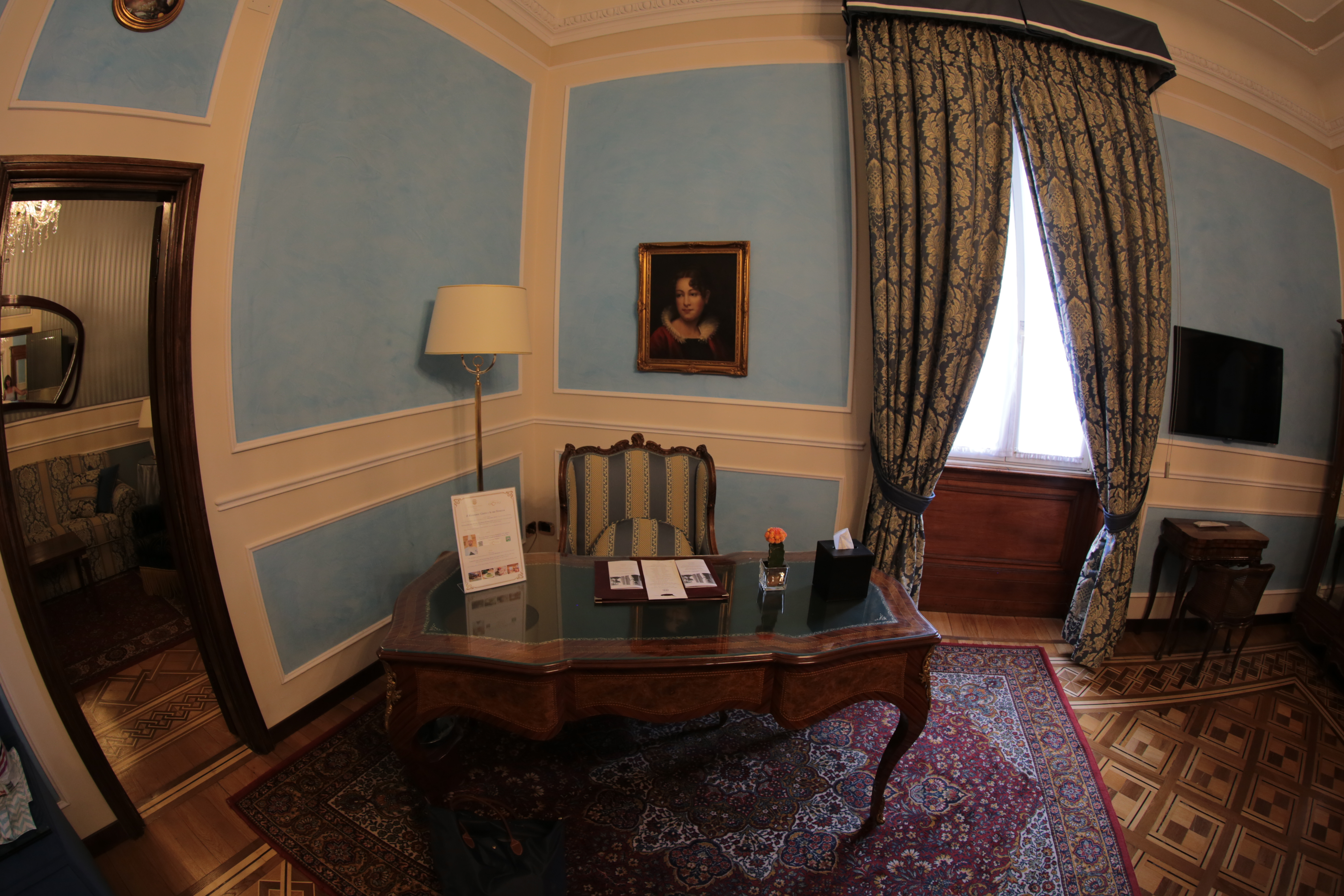
L'interno di una camera (2016)
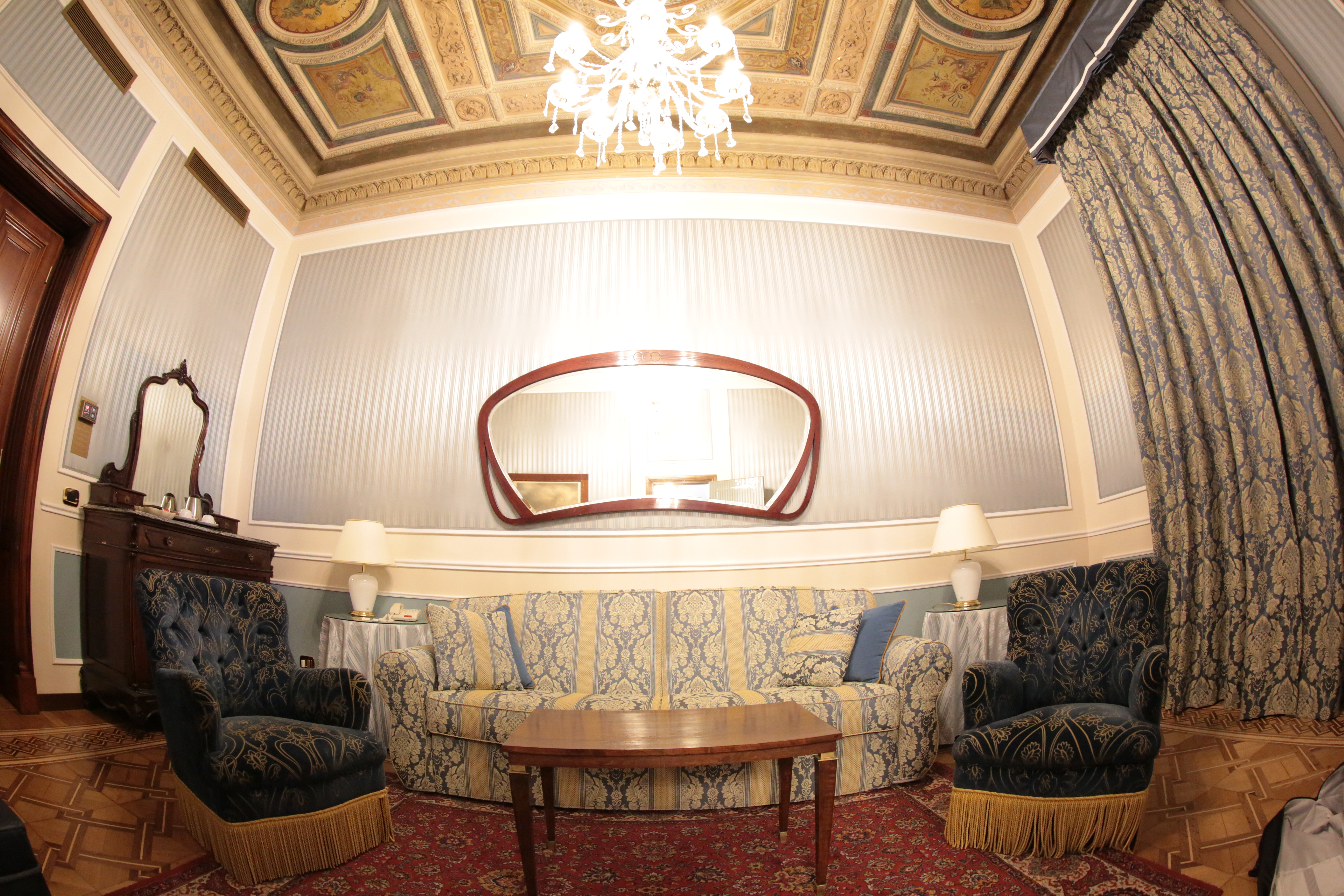
L'interno di una camera (2016)
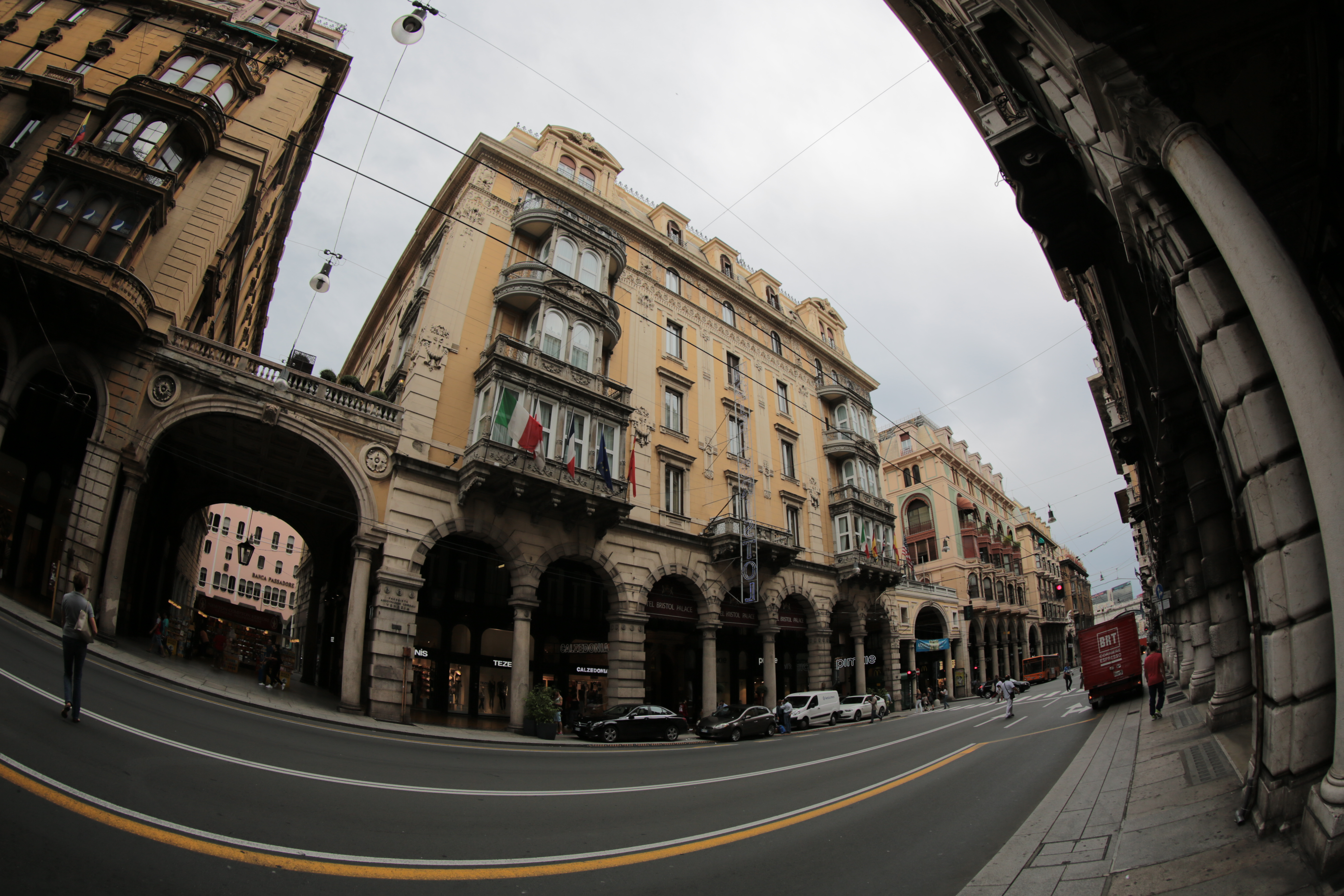
L'esterno dell'hotel, visto da via XX Settembre (2016)